# Ольшанка (Сахалінська область)
Ольшанка (рос. Ольшанка) — село у Углегорському міському окрузі Сахалінської області Російської Федерації.
Населення становить 113 осіб (2013).

## Історія
З 1905 по 3 вересня 1945 року у складі губернаторства Карафуто Японії, відтак у складі Углегорського міського округу Сахалінської області.

## Населення
| 2002 | 2010 | 2013 |
| ---- | ---- | ---- |
| 180  | ↘129 | ↘113 |